# Nuevo Ayotoxco
Nuevo Ayotoxco är en ort i Mexiko.   Den ligger i kommunen Axtla de Terrazas och delstaten San Luis Potosí, i den sydöstra delen av landet, 230 km norr om huvudstaden Mexico City. Nuevo Ayotoxco ligger 78 meter över havet och antalet invånare är 570.
Terrängen runt Nuevo Ayotoxco är platt åt sydost, men åt nordväst är den kuperad. Runt Nuevo Ayotoxco är det ganska glesbefolkat, med 50 invånare per kvadratkilometer. Närmaste större samhälle är Villa Terrazas, 4,0 km sydväst om Nuevo Ayotoxco. Omgivningarna runt Nuevo Ayotoxco är en mosaik av jordbruksmark och naturlig växtlighet.